# Andretti Bain
Pour les articles homonymes, voir Bain.
Andretti Bain, né le 1er décembre 1985 à Nassau, est un athlète bahaméen spécialiste du 400 mètres.

## Biographie
En 2004, il termine cinquième du relais 4×400 m des Championnats du monde en salle de Budapest. En 2008, Bain remporte la finale du 400 m des Championnats NCAA en salle de Fayetteville en 46 s 02, puis établit le 14 juin 2008 sa meilleure performance en plein air en 44 s 62 lors du Meeting de Des Moines. Sélectionné pour les Jeux olympiques d'été de 2008 à Pékin, il remporte la médaille d'argent du relais 4×400 mètres avec ses coéquipiers de l'équipe des Bahamas Michael Mathieu, Andrae Williams et Chris Brown avec le temps de 2 min 58 s 03. 

## Palmarès
| Date | Compétition                                      | Lieu     | Résultat | Épreuve   | Temps         |
| ---- | ------------------------------------------------ | -------- | -------- | --------- | ------------- |
| 2004 | Championnats du monde en salle                   | Budapest | 5e       | 4 × 400 m | 3 min 17 s 57 |
| 2008 | Championnats d'Amérique centrale et des Caraïbes | Cali     | 2e       | 4 × 400 m | 3 min 02 s 58 |
| 2008 | Jeux olympiques                                  | Pékin    | 2e       | 4 × 400 m | 2 min 58 s 03 |
| 2010 | Jeux d'Amérique centrale et des Caraïbes         | Mayagüez | 2e       | 4 × 400 m | 3 min 01 s 82 |
| 2014 | Relais mondiaux de l'IAAF                        | Nassau   | 6e       | 4 × 200 m | 1 min 23 s 19 |
| 2015 | Relais mondiaux de l'IAAF                        | Nassau   | 5e       | 4 × 200 m | 1 min 22 s 91 |

### Records
| Épreuve    | Épreuve      | Performance | Lieu         | Date         |
| ---------- | ------------ | ----------- | ------------ | ------------ |
| 400 mètres | En plein air | 44 s 62     | Des Moines   | 14 juin 2008 |
| 400 mètres | En salle     | 46 s 02     | Fayetteville | 14 mars 2008 |